# Raiffeisenkasse Algund
Die Raiffeisenkasse Algund (italienisch: Cassa Raiffeisen Lagundo) ist eine genossenschaftliche Lokalbank in Südtirol mit drei Geschäftsstellen. Sie operiert im Algund.
Das Tätigkeitsgebiet im engeren Sinn teilt sich auf die Gemeinden Algund, Gratsch und Meran auf. Von den Kunden sind derzeit über 1.600 auch Mitglied und somit Miteigentümer der Bank. Der Verwaltungssitz befindet sich in Algund.
Zum Jahresende 2017 verzeichnete das Finanzinstitut 61 Angestellte.